# Ettan 2023
La Ettan 2023 è stata la 18ª edizione del terzo livello del campionato di calcio svedese nel suo formato attuale, il quarto con la denominazione Ettan. La stagione è iniziata il 31 marzo e si è conclusa l'11 novembre 2023.

## Stagione

### Novità
- Promosse dalla Division 2 2022
  - Bodens BK - Raggruppamento Norrland
  - IFK Stocksund - Raggruppamento Norra Svealand
  - Nordic United (precedentemente noto come United IK Nordic) - Raggruppamento Södra Svealand
  - Ahlafors IF - Raggruppamento Norra Götaland
  - Eskilsminne IF - Raggruppamento Västra Götaland
  - Ariana FC - Raggruppamento Södra Götaland
- Retrocesse dalla Superettan 2022
  - Norrby
  - Dalkurd

## Formula
Le 32 squadre partecipanti sono divise in due gironi da 16 squadre: il girone Norra (nord) e il girone Södra (sud). Le 16 squadre si affrontano in un girone di andata e ritorno, per un totale di 30 giornate.
Le prime classificate dei due gironi sono promosse in Superettan, mentre le due seconde classificate giocano uno spareggio promozione/retrocessione contro la terzultima e la quartultima classificata della Superettan.
Le due quartultime giocano uno spareggio promozione/retrocessione contro due tra le seconde classificate dei sei gironi di Division 2 qualificatesi a loro volta dopo un'apposita fase. Le ultime tre classificate di ciascun girone sono retrocesse direttamente in Division 2.

## Norra

### Squadre partecipanti
| Club                     | Città      | Stadio                   | Stagione Precedente                   |
| ------------------------ | ---------- | ------------------------ | ------------------------------------- |
| Bodens BK                | Boden      | Bodens Energi Arena      | 1º posto in Division 2 Norrland       |
| Dalkurd                  | Uppsala    | Studenternas IP          | 16º posto in Superettan               |
| Hammarby TFF             | Stoccolma  | Hammarby IP              | 6º posto in Ettan Norra               |
| IF Karlstad              | Karlstad   | Sola Arena               | 5º posto in Ettan Norra               |
| IFK Stocksund            | Danderyd   | Danderyds Gymnasium      | 1º posto in Division 2 Norra Svealand |
| Motala                   | Motala     | Motala IP                | 7º posto in Ettan Norra               |
| Nordic United            | Södertälje | Södertälje Fotbollsarena | 1º posto in Division 2 Södra Svealand |
| Piteå IF                 | Piteå      | LF Arena                 | 11º posto in Ettan Norra              |
| Sandvikens IF            | Sandviken  | Jernvallen               | 2º posto in Ettan Norra               |
| Sollentuna FK            | Sollentuna | Sollentunavallen         | 4º posto in Ettan Norra               |
| Stockholm Internazionale | Stoccolma  | Hammarby IP              | 9º posto in Ettan Norra               |
| Sylvia                   | Norrköping | PlatinumCars Arena       | 10º posto in Ettan Norra              |
| Täby FK                  | Täby       | Tibblevallen             | 13º posto in Ettan Norra              |
| Umeå FC                  | Umeå       | Umeå Energi Arena        | 12º posto in Ettan Norra              |
| Vasalund                 | Solna      | Skytteholms IP           | 3º posto in Ettan Norra               |
| Örebro Syrianska         | Örebro     | Mellringe IP             | 8º posto in Ettan Norra               |

### Classifica
|  | Pos. | Squadra              | Pt | G  | V  | N  | P  | GF | GS | DR  |
|  | ---- | -------------------- | -- | -- | -- | -- | -- | -- | -- | --- |
|  | 1.   | Sandvikens IF        | 65 | 30 | 20 | 5  | 5  | 77 | 32 | +45 |
|  | 2.   | Nordic United        | 62 | 30 | 19 | 5  | 6  | 62 | 38 | +24 |
|  | 3.   | Dalkurd              | 53 | 30 | 16 | 5  | 9  | 43 | 29 | +14 |
|  | 4.   | Vasalund             | 51 | 30 | 17 | 0  | 13 | 40 | 35 | +5  |
|  | 5.   | FC Stockholm Intern. | 48 | 30 | 14 | 6  | 10 | 47 | 35 | +12 |
|  | 6.   | Sollentuna FK        | 46 | 30 | 14 | 4  | 12 | 56 | 43 | +13 |
|  | 7.   | Piteå IF             | 43 | 30 | 11 | 10 | 9  | 41 | 38 | +3  |
|  | 8.   | IF Karlstad          | 40 | 30 | 12 | 4  | 14 | 41 | 46 | -5  |
|  | 9.   | Hammarby TFF         | 40 | 30 | 12 | 4  | 14 | 36 | 43 | -7  |
|  | 10.  | Umeå FC              | 39 | 30 | 12 | 3  | 15 | 48 | 52 | -4  |
|  | 11.  | Örebro Syrianska     | 38 | 30 | 11 | 5  | 14 | 36 | 47 | -11 |
|  | 12.  | Täby FK              | 37 | 30 | 10 | 7  | 13 | 44 | 51 | -7  |
|  | 13.  | IFK Stocksund        | 35 | 30 | 11 | 2  | 17 | 46 | 58 | -12 |
|  | 14.  | Motala               | 35 | 30 | 11 | 2  | 17 | 36 | 49 | -13 |
|  | 15.  | Bodens BK            | 26 | 30 | 6  | 8  | 16 | 29 | 60 | -31 |
|  | 16.  | Sylvia               | 25 | 30 | 7  | 4  | 19 | 28 | 54 | -26 |

Legenda:
      Promossa in Superettan
 Ammessa agli spareggi
      Retrocesse in Division 2
Note:
Tre punti a vittoria, uno a pareggio, zero a sconfitta.

## Södra

### Squadre partecipanti
| Club            | Città            | Stadio                        | Stagione Precedente                    |
| --------------- | ---------------- | ----------------------------- | -------------------------------------- |
| Ahlafors IF     | Alafors, Ale     | Svenska Stenhus Arena         | 1º posto in Division 2 Norra Gotaland  |
| Ariana FC       | Malmö            | Malmö Stadion                 | 1º posto in Division 2 Södra Götaland  |
| BK Olympic      | Malmö            | Lindängens IP, Limhamns IP    | 6º posto in Ettan Södra                |
| Eskilsminne     | Helsingborg      | Harlyckans IP                 | 1º posto in Division 2 Västra Götaland |
| Falkenberg      | Falkenberg       | Falcon Alkoholfri Arena       | 2º posto in Ettan Södra                |
| Ljungskile      | Ljungskile       | Skarsjövallen                 | 5º posto in Ettan Södra                |
| Lunds BK        | Lund             | Klostergårdens IP             | 9º posto in Ettan Södra                |
| Norrby          | Borås            | Borås Arena                   | 15º posto in Superettan                |
| Oddevold        | Uddevalla        | Arwidsroplanen, Rimnersvallen | 3º posto in Ettan Södra                |
| Oskarshamns AIK | Oskarshamn       | Arena Oskarshamn              | 11º posto in Ettan Södra               |
| Torns IF        | Stångby, Lund    | Tornvallen                    | 10º posto in Ettan Södra               |
| Trollhättan     | Trollhättan      | Edsborgs IP                   | 4º posto in Ettan Södra                |
| Tvååkers IF     | Tvååker, Varberg | Övrevi IP                     | 7º posto in Ettan Södra                |
| Vänersborgs IF  | Vänersborg       | Vänersvallen                  | 12º posto in Ettan Södra               |
| Ängelholms FF   | Ängelholm        | Ängelholms IP                 | 8º posto in Ettan Södra                |
| Åtvidaberg      | Åtvidaberg       | Kopparvallen                  | 13º posto in Ettan Södra               |

### Classifica
|  | Pos. | Squadra         | Pt | G  | V  | N  | P  | GF | GS | DR  |
|  | ---- | --------------- | -- | -- | -- | -- | -- | -- | -- | --- |
|  | 1.   | Oddevold        | 74 | 30 | 23 | 5  | 2  | 65 | 18 | +47 |
|  | 2.   | Falkenberg      | 67 | 30 | 20 | 7  | 3  | 72 | 24 | +48 |
|  | 3.   | Lunds BK        | 55 | 30 | 16 | 7  | 7  | 48 | 32 | +16 |
|  | 4.   | Eskilsminne     | 50 | 30 | 15 | 5  | 10 | 51 | 34 | +17 |
|  | 5.   | FC Trollhättan  | 49 | 30 | 14 | 7  | 9  | 66 | 38 | +28 |
|  | 6.   | Norrby          | 44 | 30 | 13 | 5  | 12 | 57 | 44 | +13 |
|  | 7.   | Tvååkers IF     | 37 | 30 | 11 | 4  | 15 | 31 | 39 | -8  |
|  | 8.   | Ariana FC       | 35 | 30 | 10 | 5  | 15 | 38 | 41 | -3  |
|  | 9.   | BK Olympic      | 35 | 30 | 9  | 8  | 13 | 39 | 49 | -10 |
|  | 10.  | Ljungskile      | 34 | 30 | 9  | 7  | 14 | 36 | 45 | -9  |
|  | 11.  | Oskarshamns AIK | 34 | 30 | 10 | 4  | 16 | 36 | 60 | -24 |
|  | 12.  | Torns IF        | 33 | 30 | 6  | 15 | 9  | 28 | 47 | -19 |
|  | 13.  | Ängelholms FF   | 32 | 30 | 9  | 5  | 16 | 22 | 53 | -31 |
|  | 14.  | Vänersborgs IF  | 31 | 30 | 9  | 4  | 17 | 30 | 39 | -9  |
|  | 15.  | Åtvidaberg      | 31 | 30 | 9  | 4  | 17 | 29 | 50 | -21 |
|  | 16.  | Ahlafors IF     | 31 | 30 | 9  | 4  | 17 | 22 | 57 | -35 |

Legenda:
      Promossa in Superettan
 Ammessa agli spareggi
      Retrocesse in Division 2
Note:
Tre punti a vittoria, uno a pareggio, zero a sconfitta.

## Spareggi

### Spareggi per la Ettan 2024
|               | Risultati |               | Luogo e data                |
| ------------- | --------- | ------------- | --------------------------- |
| Enskede IK    | 0 - 3     | IFK Stocksund | Stoccolma, 18 novembre 2023 |
| IFK Stocksund | 2 - 1     | Enskede IK    | Danderyd, 25 novembre 2023  |
|               |           |               |                             |
| FBK Karlstad  | 3 - 4     | Ängelholms FF | Karlstad, 18 novembre 2023  |
| Ängelholms FF | 1 - 1     | FBK Karlstad  | Ängelholm, 25 novembre 2023 |
|               |           |               |                             |